# Gallants
Gallants es un pueblo canadiense situado en la provincia de Terranova y Labrador.

## Superficie
Gallants tiene una superficie de 6,33 km².

## Demografía
En 2021, tenía 50 habitantes, una densidad poblacional de 7,9 hab./km², y 128 viviendas.